# Nematus leucopyga
Nematus leucopyga är en stekelart som först beskrevs av Lindqvist 1949.  Nematus leucopyga ingår i släktet Nematus, och familjen bladsteklar. Arten är reproducerande i Sverige.